# Redundancia funcional (ecología)
En ecología, la equivalencia funcional (o redundancia funcional) es el fenómeno ecológico de que múltiples especies que representan una variedad de grupos taxonómicos distintos pueden tener roles similares, si no idénticos, en la funcionalidad del ecosistema (por ejemplo los fijadores de nitrógeno, consumidores de algas y carroñeros). Este fenómeno puede aplicarse tanto a grupos vegetales como animales. La idea fue presentada originalmente en 2005 por Stephen Hubbell, un ecólogo de plantas de la Universidad de Georgia. Esta idea ha llevado a un nuevo paradigma para la clasificación a nivel de especie: reorganizar las especies en grupos basados en la similitud funcional en lugar de la historia morfológica o evolutiva. En el mundo natural, han surgido de forma análoga varios ejemplos de equivalencia funcional o redundancia entre diferentes taxones. 

## Relaciones planta-polinizador
Un ejemplo de redundancia funcional se demuestra en las relaciones planta-polinizador, en las que una determinada especie vegetal puede desarrollar una morfología de la flor que selecciona para la polinización por una serie de especies no relacionadas taxonómicamente para proporcionar la misma función (producción de frutos después de la polinización). Por ejemplo, la planta herbácea espinosa madwort (Hermathophylla spinosa) produce flores que tienen una forma tal que los polinizadores taxonómicamente no relacionados se comportan casi de manera idéntica durante la polinización. Desde la perspectiva de la planta, cada uno de estos polinizadores es funcionalmente equivalente y, por lo tanto, no está sujeto a presiones selectivas específicas.  variación en la forma y estructura de la morfología de las flores y semillas puede ser una fuente de presión selectiva para que las especies animales desarrollen una variedad. de características morfológicas, pero también proporcionan la misma función a la planta.

## Mecanismos de dispersión de semillas de plantas y animales
Las interacciones planta-animal en términos de dispersión de semillas son otro ejemplo de equivalencia funcional. La evidencia ha demostrado que, en el transcurso de millones de años, la mayoría de las plantas han mantenido la estabilidad de los rasgos evolutivos en términos del tamaño y la forma de sus frutos. Sin embargo, las especies animales que consumen y dispersan las semillas dentro de los frutos han evolucionado físicamente a un ritmo más rápido que las plantas de las que se alimentan. En otras palabras, las especies animales han cambiando y evolucionando más rápido que las plantas han cambiado la morfología de sus semillas y frutos.  
La redundancia funcional de las especies animales que consumen y dispersan las semillas puede explicar por qué las plantas pueden continuar sobreviviendo sin cambios genéticos en la morfología de sus frutos o semillas.  Como en el caso de Hormathophylla, que no está sujetas a presiones selectivas de la misma forma que los animales.

## Producción de metabolitos
Otro ejemplo es la evolución análoga de la producción de metabolitos vegetales como respuesta a la herbivoría. En este caso, diferentes especies de plantas han desarrollado diferentes mecanismos de repelentes químicos para herbívoros, sin embargo, cada respuesta provoca la misma función: resistencia a la herbivoría. En algunos casos, las plantas que viven en ambientes completamente diferentes (diferencias geográficas) y que no están relacionadas taxonómicamente pueden desarrollar diferentes metabolitos que a final de cuentas brindan la misma función a la planta: protección contra la herbivoría. Este es otro ejemplo de redundancia funcional entre especies taxonómicamente no relacionadas.  

## Relaciones simbióticas
Pueden existir numerosos casos de redundacia funcional dentro de simbiontes microbianos y su huésped asociado. Algunos ejemplos incluyen los microbiomas animales, por ejemplo la gran diversidad de microbios dentro del tracto digestivo de las termitas y el microbioma intestinal humano. En estos entornos, una amplia gama de organismos taxonómicamente diversos desempeñan la función de digestión de los alimentos y descomposición de la celulosa. Estos organismos microbianos probablemente evolucionaron en condiciones similares pero en diferentes momentos, y ahora se ha descubierto que estos microorganismos interactúan entre sí y proporcionan la misma función a su organismo huésped.  

## Equivalencia funcional y biodiversidad
Recientemente, los biólogos han utilizado la idea de equivalencia funcional, a veces denominada redundancia funcional, para hacer predicciones sobre cómo gestionar mejor los ecosistemas y sus microcosmos. Es un error común pensar que altos grados de diversidad taxonómica dentro de un ecosistema darán como resultado en última instancia un sistema más saludable y altamente funcional. Por ejemplo, un microcosmos ecológico que consta de 30 especies de plantas leguminosas (que agregan nitrógeno fijo al suelo) solo cumple una función del ecosistema (fijación de nitrógeno) a pesar de ser rico taxonómicamente. Por otro lado, un ecosistema que contenga una diversidad taxonómica baja pero una diversidad funcional alta puede ser más sostenible.  Estudios recientes han argumentado que un ecosistema puede mantener una salud óptima si cada grupo funcional del ecosistema está representado por muchas especies no relacionadas taxonómicamente (equivalencia funcional).  En otras palabras, un ecosistema puede estar potencialmente en su nivel más alto de integridad si es funcionalmente rico y taxonómicamente rico. 

## Escepticismo
Algunos biólogos han cuestionado la importancia de la teoría de la equivalencia funcional. Por ejemplo, Loreau señala que, en las pruebas reales de equivalencia funcional, es difícil sacar conclusiones concisas sobre si la teoría es sólida o no debido a la complejidad y simplificación excesiva de la teoría misma. Por ejemplo, muchos estudios que prueban los efectos de la pérdida de especies y la redundancia funcional rara vez abordan la ambigüedad de si la funcionalidad actúa o no a nivel individual o de población y la posibilidad de que múltiples dimensiones de nicho se superpongan entre sí.
En última instancia, la hipótesis de la equivalencia funcional es una que está bien reconocida entre los ecólogos de sistemas y los biólogos evolutivos y es un área activa de la investigación moderna para determinar ejemplos cuantitativos. Sin embargo, se necesita más investigación para cuantificar los efectos de la pérdida de especies en la función del ecosistema a fin de proporcionar más evidencia que apoye la hipótesis de equivalencia funcional. 